# میکل اوربیگوزو
میکل اوربیگوزو (انگلیسی: Mikel Orbegozo؛ زادهٔ ۱۵ آوریل ۱۹۸۹) بازیکن فوتبال اهل اسپانیا است.
از باشگاه‌هایی که در آن بازی کرده‌است می‌توان به باشگاه خیمناستیک تاراگونا، باشگاه فوتبال کامپوستلا، و باشگاه فوتبال اتلتیک بیلبائو بی اشاره کرد.